# 自由民主党副総裁
自由民主党副総裁（じゆうみんしゅとうふくそうさい）は、自由民主党の役職の一つ。

## 概要
総裁の次席に位置付けられる役職。総裁からの指名と党大会における承認により就任する。副総裁の設置は任意であり、空席であることも多い。党則には定員の規定は無いが、複数名の副総裁が同時に在任した例はない。党則においては緊急時の総裁代行を除くと、総裁を「補佐する」ことと役員会と選挙対策本部への出席のみが副総裁の明文上の権限として規定されており、平常時においては明文上の具体的職掌を持たない。さらに幹事長が選挙対策、国会運営、党務全般を掌握していることから、その職務範囲は必ずしも明確ではない。
しかし、歴代の副総裁にはいずれも党の重鎮が就任していることから、この役職は単なる名誉職ではなく党の意思決定に強い影響力を持つ。例えば、1974年に田中角栄が総裁を辞任した際には、副総裁の椎名悦三郎がいわゆる「椎名裁定」を下して三木武夫を後継総裁に指名した。
1980年から1990年代中期まで、自由民主党では副総裁経験者を総裁経験者や両院議長経験者とともに最高顧問として遇していた。その一方で、常設ポストではないこともあり、副総裁になって党の重鎮になるわけではなく、すでに影響力を持つ重鎮が副総裁に就任することがあるため、そういった観点では名誉職という見方もされる。
初期の頃は副総裁の人選は党内調整のために党内の中間派閥の領袖が選出されていた。
大平正芳が総裁となって以降、副総裁の人選は総裁選の当落を左右する為に最大派閥（田中派→竹下派→小渕派）から選出される様になった。小泉純一郎が総裁となってからは派閥の弱体化もあり、再び中間派閥の領袖・幹部が起用される例が続いている。
なお、副総裁が総裁代行となった例は、1980年に西村英一が、首相（総裁）だった大平正芳の死去により短期間その役目を務めたことがあるのみである。このとき首相臨時代理は官房長官の伊東正義が務めており、選挙中でもあったので西村の代行は党務に限定されたものとなった（もっとも、自民党政権で党四役が入閣した例はなく、首相臨時代理を必要とする段階で閣外から新たに入閣させて首相臨時代理とすることも考えにくいため、総理代理と総裁代理は常識的には分離される）。この選挙で西村は現職副総裁ながら落選したが、後任総裁・鈴木善幸の就任後もしばらく副総裁の職に留まった。
岸田文雄総理・総裁が執務不能のため内閣総理大臣臨時代理を置いた時には、副総裁に麻生太郎が在任中だったにも関わらず、総裁代行職は置かれなかった。その理由の一つとして、選挙期間以外は幹事長ら党三役で党務執行は可能だとする判断があったとされる。
1991年に発足した宮沢政権はPKO法案の国会審議などに難渋していたため、翌1992年、重鎮であり政権の支えでもあり野党にも人脈を持つ金丸信を副総裁に迎えて与野党折衝などに当たらせ、政権を安定化させた。
2003年の総裁選で再選した小泉純一郎の下で副総裁になった山崎拓の場合は、自身のスキャンダルが報じられるなか「山崎幹事長ではきたる総選挙に勝てない」との理由から、いわば祭り上げの形で昇格となった。もっとも「選挙の顔」として後任の幹事長となった安倍晋三は党役員や閣僚経験が一切ない異例の抜擢であり、山崎が後見の形で選挙を事実上指揮することが織り込まれていた。しかし山崎自身は落選し直後に副総裁を退任した。上記の西村の例とあわせて現職副総裁の落選例は計2例となり、これは総裁の落選例がないことと対照的である。
2010年に谷垣禎一の下で幹事長を務めていた大島理森が副総裁に就任した。これは直前の第22回参院選を指揮して勝利した功績に報いる一方、党三役の若返りのバランスをとる必要性があったため、昇格という形がとられた。このため、大島は当時の政権与党であった民主党との間で実質的な交渉に携わることも多かった。
2012年の総裁選に勝利した安倍晋三は高村正彦を副総裁に起用したが、これは総裁選において麻生太郎と組んで安倍の当選に尽力した高村を後見役にする意味合いが強かった。また、暮れの第46回衆議院議員総選挙で第2次安倍内閣が発足すると麻生が副総理兼財務大臣に就任し、高村が党側、麻生が政府側の後見役という構図が出来上がった。
当初、組閣の際に高村の外務大臣への起用が検討されたが、国会への出席義務がある大臣より自由な立場で外交を担いたいとの本人の希望により、副総裁への留任となった。外相経験者であり日中友好議員連盟会長であることから、尖閣諸島問題などで悪化する日中関係においての貢献が期待されていた。高村は2013年以降毎年訪中するなど外交で影響力を発揮する一方、内政面では、2015年の安全保障関連法の法案策定段階における与党内調整や、2017年の天皇明仁の退位を認める皇室典範特例法に関して衆参両院議長のもとでの与野党調整などを主導した。過去の副総裁と比較しても、内政・外交の具体的な政策案件で実務的な働きをすることが多かった点が特徴だった。
高村は2017年に行われた第48回衆議院議員総選挙には出馬せず、国会議員の身分を失ったが、安倍総裁は高村を含む党幹部の続投を決めたため、翌年の退任までの間、前述の鈴木総裁下の西村の例に次いで2度目の非国会議員の副総裁になり、結果的に在任期間は最長の6年余りに及んだ。
2021年に総裁へ就任した岸田文雄は、麻生太郎を副総裁に起用した。
総裁選立候補を表明する会見の場で岸田は、自身が当選・就任した場合には総裁を除く党役員の任期を「1期1年・連続3期まで」とする考えを示した。これは当時、二階俊博が5年余りに渡って幹事長に在任していたことを念頭に置いたもので、権力の集中と惰性を防ぐ党改革の一環とされた。その余波を受け、党役員ではないものの8年以上に渡って副総理兼財務相を務めていた麻生の閣僚続投問題も焦点のひとつとなった。
そのような経緯のもと、閣僚を退任させつつ第二派閥領袖でもある麻生を処遇する意味もあり、副総裁への起用となった。総理・総裁経験者の就任は初である。なお、麻生は副総裁時代に河村建夫と側近の松本純を「副総裁特別補佐」に任じていた。
時の副総裁が行使する政治力には個人差があるとされる中で、総理・総裁経験者かつ第二派閥領袖として岸田の後見役となった麻生は大きな影響力を有した。岸田、麻生と第三派閥領袖となった幹事長の茂木敏充で政権や党の運営を進める枠組みは「三頭政治」や「トロイカ体制」と称され、岸田政権初期の土台となった。
現職の副総裁は2024年の総裁選挙で当選した石破茂から任命された菅義偉であり、前任の麻生に続いて2人目となる総理・総裁経験者の在任となっている。
歴代では、大野伴睦、川島正次郎、椎名悦三郎、二階堂進が副総裁在任時に日本のプロレスのコミッショナーにも就任しており、プロレスファンからはタイトルマッチの認定宣言でもなじみ深い。特に大野伴睦は力道山の後援者としても有名である。他にも金丸信、山崎拓は学生時代に柔道家としてならし、高村正彦は少林寺拳法の愛好家で横綱審議委員会委員・委員長を務めるなど格闘技界との縁が深い。大島理森も政界引退後ではあるが、高村の後継という形で横審委員に就任している。なお、麻生太郎はモントリオールオリンピック射撃競技に出場した経験がある。
歴代副総裁には、党人派と呼ばれる政治家が就任している例が多い。官僚派の副総裁には、商工官僚出身の椎名悦三郎と内務官僚出身の船田中、運輸官僚出身の西村英一がいる。

## 歴代自由民主党副総裁一覧
太字は総裁（兼内閣総理大臣）経験者。
| 代       | 氏名       | 就任月 退任月         | 出身                      | 総裁       |
| -------- | ---------- | --------------------- | ------------------------- | ---------- |
| -        |            |                       |                           | 鳩山一郎   |
| -        | 石橋湛山   |                       |                           |            |
| -        | 岸信介     |                       |                           |            |
| 1        | 大野伴睦   | 1957年7月 1960年7月   | 大野派                    |            |
| -        |            |                       |                           | 池田勇人   |
| 2        | 大野伴睦   | 1961年7月 1964年5月   | 大野派                    | 池田勇人   |
| 3        | 川島正次郎 | 1964年7月 1966年12月  | 川島派                    | 池田勇人   |
| 4        | 川島正次郎 | 1964年7月 1966年12月  | 川島派                    | 佐藤栄作   |
| -        |            |                       |                           | 佐藤栄作   |
| 5        | 川島正次郎 | 1967年11月 1970年11月 | 川島派                    | 佐藤栄作   |
| -        |            |                       |                           | 佐藤栄作   |
| 6        | 椎名悦三郎 | 1972年8月 1976年12月  | 椎名派                    | 田中角栄   |
| 7        | 椎名悦三郎 | 1972年8月 1976年12月  | 椎名派                    | 三木武夫   |
| -        |            |                       |                           | 福田赳夫   |
| 8        | 船田中     | 1977年11月 1978年12月 | 船田派                    | 福田赳夫   |
| 9        | 西村英一   | 1979年1月 1980年11月  | 田中派                    | 大平正芳   |
| 10       | 西村英一   | 1979年1月 1980年11月  | 田中派                    | 鈴木善幸   |
| -        |            |                       |                           | 鈴木善幸   |
|          |            |                       | 中曽根康弘                |            |
| 11       | 二階堂進   | 1984年4月 1986年7月   | 田中派                    |            |
| -        |            |                       |                           | 竹下登     |
| -        | 宇野宗佑   |                       |                           |            |
| -        | 海部俊樹   |                       |                           |            |
| 12       | 金丸信     | 1992年1月 1992年8月   | 竹下派                    | 宮沢喜一   |
|          |            |                       |                           |            |
| -        |            |                       |                           | 河野洋平   |
| 13       | 小渕恵三   | 1994年7月 1995年10月  | 小渕派                    | 河野洋平   |
| -        |            |                       |                           | 橋本龍太郎 |
| -        | 小渕恵三   |                       |                           |            |
| -        | 森喜朗     |                       |                           |            |
| -        |            |                       |                           |            |
| 14       | 山崎拓     | 2003年9月 2003年11月  | 山崎派                    | 小泉純一郎 |
|          |            |                       |                           |            |
| -        |            |                       |                           |            |
| 安倍晋三 |            |                       |                           |            |
| 福田康夫 |            |                       |                           |            |
| 麻生太郎 |            |                       |                           |            |
|          |            |                       |                           |            |
| 15       | 大島理森   | 2010年9月 2012年9月   | 高村派                    | 谷垣禎一   |
| 16       | 高村正彦   | 2012年9月 2018年10月  | 麻生派                    | 安倍晋三   |
|          |            |                       |                           | 安倍晋三   |
| -        |            |                       |                           | 菅義偉     |
| 17       | 麻生太郎   | 2021年10月 2024年9月  | 麻生派                    | 岸田文雄   |
| 18       | 菅義偉     | 2024年9月             | 無派閥 （ガネーシャの会） | 石破茂     |

## 記録
- 通算在任期間最長：高村正彦 - 2196日
- 連続在任期間最長：高村正彦 - 2196日
- 通算在任期間最短：山崎拓 - 49日
- 連続在任期間最短：山崎拓 - 49日
- 最年少就任記録：小渕恵三 - 57歳
- 最年長就任記録：船田中 - 82歳